# Коррея Кларо, Адриано
Адриано Коррея Кларо (порт. Adriano Correia Claro; род. 26 октября 1984[…], Куритиба) — бразильский футболист, левый защитник.

## Биография
29 января 2005 года Адриано дебютировал за «Севилью» в матче чемпионата Испании против «Барселоны» (поражение 0:4).
24 февраля Адриано забивает свой первый гол за новый клуб в матче Кубке УЕФА, принеся своему клубу победу (2:0).
16 июля 2010 года Адриано перешёл в «Барселону», заплатившую за трансфер бразильца € 9,5 млн с возможностью увеличения этой суммы на 17 млн в случае удачных выступлений футболиста в составе «сине-гранатовых». Контракт был подписан на 4 года с возможностью продления ещё на один год. В составе «Барселоны» Коррея дебютировал в товарищеской игре с «Волеренгой».
В официальных матчах за «Барселону» Адриано дебютировал 14 августа 2010 года в первом матче за Суперкубок Испании против «Севильи», в котором он вышел на замену на 80-й минуте встречи, вместо центрального защитника Габриэля Милито (1:3).
2 февраля 2011 года Адриано забил свой первой гол за «Барселону» в матче полуфинала Кубка Испании против «Альмерии» (3:0).
2 октября 2011 года в матче 7-го тура чемпионата Испании против «Спортинга» забил свой второй официальный гол за «Барселону» (1:0).
14 декабря Адриано делает свой первый дубль за «сине-гранатовых», в полуфинале Клубного чемпионата мира против катарского клуба «Аль-Садд» (4:0).
С приходом нового тренера Тито Вилановы Адриано стал чаще попадать в стартовый состав. 2 сентября 2012 года Адриано забил единственный гол в матче против «Валенсии», отличившись на 23-й минуте правой ногой. 15 сентября Адриано забивает гол в ворота «Хетафе» (4:1). 3 ноября Адриано забивает ещё гол, на этот раз в ворота «Сельты» (3:1). 28 ноября Адриано забивает первый гол в матче против «Алавеса» (3:1). 1 декабря бразильский защитник забил ещё один гол в матче чемпионата против «Атлетика» (5:1). Получив мяч от Фабрегаса, бразилец мощно пробил с правой ноги. 17 декабря Адриано забил великолепный гол в ворота «Атлетико Мадрид», сместившись по правой бровке и обыграв по пути трёх защитников, дальним крученым ударом с левой ноги положил мяч в сетку ворот (4:1).
28 мая 2013 года Адриано подписал новый контракт с «Барселоной», рассчитанный до 2017 года. В соответствии с условиями договора в марте 2016 года Адриано продлил контракт на один сезон (до 30 июня 2017 года).
24 июля 2016 года было объявлено о переходе Адриано в турецкий «Бешикташ» за 800 тыс. евро. Бразилец подписал с новым клубом контракт на три года.

## Статистика выступлений

### Клубная статистика
| Выступление      | Выступление      | Выступление      | Лига | Лига | Кубок | Кубок | Еврокубки | Еврокубки | Другие | Другие | Итого | Итого |
| Клуб             | Лига             | Сезон            | Игры | Голы | Игры  | Голы  | Игры      | Голы      | Игры   | Голы   | Игры  | Голы  |
| ---------------- | ---------------- | ---------------- | ---- | ---- | ----- | ----- | --------- | --------- | ------ | ------ | ----- | ----- |
| Севилья          | Примера          | 2004/05          | 16   | 2    | 0     | 0     | 4         | 1         | —      | —      | 20    | 3     |
| Севилья          | Примера          | 2005/06          | 32   | 3    | 0     | 0     | 13        | 3         | —      | —      | 45    | 6     |
| Севилья          | Примера          | 2006/07          | 26   | 2    | 3     | 0     | 12        | 1         | —      | —      | 41    | 3     |
| Севилья          | Примера          | 2007/08          | 27   | 1    | 0     | 0     | 6         | 0         | 0      | 0      | 33    | 1     |
| Севилья          | Примера          | 2008/09          | 29   | 3    | 6     | 1     | 5         | 1         | —      | —      | 40    | 5     |
| Севилья          | Примера          | 2009/10          | 27   | 0    | 4     | 0     | 4         | 1         | —      | —      | 35    | 1     |
| Севилья          | Итого            | Итого            | 157  | 11   | 13    | 1     | 44        | 7         | 0      | 0      | 214   | 19    |
| Барселона        | Примера          | 2010/11          | 15   | 0    | 8     | 1     | 6         | 0         | 2      | 0      | 31    | 1     |
| Барселона        | Примера          | 2011/12          | 26   | 1    | 3     | 0     | 8         | 0         | 3      | 2      | 40    | 3     |
| Барселона        | Примера          | 2012/13          | 23   | 5    | 3     | 1     | 6         | 0         | 2      | 0      | 34    | 6     |
| Барселона        | Примера          | 2013/14          | 26   | 3    | 7     | 1     | 5         | 0         | 0      | 0      | 38    | 4     |
| Барселона        | Примера          | 2014/15          | 16   | 0    | 4     | 2     | 7         | 0         | —      | —      | 27    | 2     |
| Барселона        | Примера          | 2015/16          | 8    | 0    | 6     | 0     | 3         | 1         | 2      | 0      | 19    | 1     |
| Барселона        | Итого            | Итого            | 114  | 9    | 31    | 5     | 35        | 1         | 9      | 2      | 189   | 17    |
| Бешикташ         | Супер-Лига       | 2016/17          | 31   | 1    | 3     | 0     | 10        | 1         | 1      | 0      | 45    | 2     |
| Бешикташ         | Супер-Лига       | 2017/18          | 25   | 2    | 4     | 0     | 6         | 0         | 1      | 0      | 36    | 2     |
| Бешикташ         | Супер-Лига       | 2018/19          | 12   | 0    | 0     | 0     | 7         | 0         | 0      | 0      | 19    | 0     |
| Бешикташ         | Итого            | Итого            | 68   | 3    | 7     | 0     | 23        | 1         | 2      | 0      | 100   | 4     |
| Всего за карьеру | Всего за карьеру | Всего за карьеру | 339  | 23   | 51    | 6     | 102       | 9         | 11     | 2      | 503   | 40    |

## Достижения
Командные
«Коритиба»
- Чемпион Лиги Паранаэнсе (2): 2003, 2004

«Севилья»
- Обладатель Кубка Испании (2): 2006/07, 2009/10
- Обладатель Суперкубка Испании: 2007
- Обладатель Кубка УЕФА (2): 2005/06, 2006/07
- Обладатель Суперкубка УЕФА: 2006

«Барселона»
- Чемпион Испании (4): 2010/11, 2012/13, 2014/15, 2015/16
- Обладатель Кубка Испании (3): 2011/12, 2014/15, 2015/16
- Обладатель Суперкубка Испании (3): 2010, 2011, 2013
- Победитель Лиги чемпионов УЕФА (2): 2010/11, 2014/15
- Обладатель Суперкубка УЕФА (2): 2011, 2015
- Победитель Клубного чемпионата мира (2): 2011, 2015

«Бешикташ»
- Чемпион Турции: 2016/17

Сборная Бразилии
- Чемпион мира среди молодёжи: 2003
- Победитель Кубка Америки: 2004